# Rejon miński
Rejon miński (biał. Мінскі раён) – rejon w centralnej Białorusi, w obwodzie mińskim.

## Demografia
Polacy stanowią 11,4% mieszkańców rejonu (1989), w wydzielonym mieście Mińsk zaś 1,5% ogółu.
Liczba ludności (bez miasta Mińsk):
- 1997: 142 300
- 2008: 166 569

## Sielsowiety
- Sielsowiet Borowlany
- Sielsowiet Chacieżyna
- Sielsowiet Gródek Ostroszycki
- Sielsowiet Horanie
- Sielsowiet Juzufowa
- Sielsowiet Kołodziszcze
- Sielsowiet Krupica
- Sielsowiet Łochowska Słoboda
- Sielsowiet Łoszany
- Sielsowiet Michanowicze
- Sielsowiet Nowy Dwór
- Sielsowiet Papiernia
- Sielsowiet Pietryszki
- Sielsowiet Samochwałowicze
- Sielsowiet Siennica
- Sielsowiet Szczomyślica
- Sielsowiet Szerszuny
- Sielsowiet Żdanowicze